# Стамо Пулев
Стамо Пулев е български агроном, политик и общественик. Създава образцово стопанство в село Кравино и въвежда нови сортове пшеница в България.

## Биография
Роден е на 12 юни 1882 г. в село Кравино, област Стара Загора. Завършва основно образование в Стара Загора, а след това Католическия колеж „Свети Августин“ в Пловдив. Дипломира се като агроном във френския град Гриньон. Участва в Балканската, Междусъюзническата и Първата световна война. В периода на Първата световна война е управител на Нишката стопанска област. През 1919 г. е включен като експерт-агроном в състава на българската делегация за подписването на Ньойския договор.
Той е един от основателите на земеделския синдикат „Посредник“, който след Първата световна война прераства в Районен земеделско-кооперативен съюз „Посредник“. Член е на окръжния съвет в Стара Загора. От 1926 до 1932 г. издава и редактира вестник „Кооперативно съзнание“. През 1928 г. е удостоен с орден „За земеделска заслуга“ на Френската академия на науките за приноса му в развитието на земеделието.
Стамо Пулев е активен деец на БЗНС и народен представител в XV и XXIII обикновено народно събрание.
Умира на 20 март 1932 г. в София.